# Harsányi Zsolt-díj
A Harsányi Zsolt-díjat vagy más néven Harsányi Zsolt-emlékdíjat Harsányi Zsolt, a Vígszínház egykori igazgatójának Amerikában élő családja alapította 1995-ben. A díjat egy arra érdemes színész, színpadi szerző, színházi hírlapíró, színikritikus, dramaturg vagy rendező kaphatja, aki az évad során a legtöbbet tette a magyar nyelv ápolása érdekében.

## Díjazottak
- 1997 – Benkő Gyula
- 1998 – Marton László
- 1999 – Radnóti Zsuzsa
- 2000 – Dalos László
- 2001 – Halász Judit
- 2002 – Spiró György
- 2003 – Garas Dezső
- 2004 – Börcsök Enikő
- 2005 – Eszenyi Enikő
- 2006 – Hegedűs D. Géza
- 2007 – Lukács Sándor
- 2008 – Pap Vera
- 2009 – Fesztbaum Béla
- 2010 – Epres Attila
- 2011 – Venczel Vera
- 2012 – Kern András
- 2013 – Igó Éva[3]
- 2014 – Keleti Éva
- 2015 – Harkányi Endre
- 2016 – Sztevanovity Dusán
- 2017 – Radnóti Zsuzsa
- 2018 – Forgách András[4]
- 2019 – Vecsei H. Miklós[5]
- 2020 – Grecsó Krisztián
- 2021 – Vörös Róbert[6]
- 2022 – Kútvölgyi Erzsébet[7]
- 2023 – Geszti Péter[8]
- 2024 – Valló Péter[9]
- 2025 – Hegyi Barbara[10]